# Усть-Майский улус
Усть-Майский улус (район) (якут. Уус-Маайа улууhа) — административно-территориальная единица (улус или район) и муниципальное образование (муниципальный район) в Республике Саха (Якутия) Российской Федерации.
Административный центр улуса — посёлок городского типа Усть-Мая (расположен в 380 км от Якутска).

## География
Улус расположен на востоке республики и находится в 200 км от полюса холода Северного полушария. Климат суровый, резко континентальный.
Реки: Алдан и её притоки Мая, Джунекян и Аллах-Юнь. Из озёр выделяется Ырчах.

## История
Район образован 20 мая 1931 года на территории Майского ведомства Якутской области.
В 1937—1948 годах район был разделён на Аллах-Юньский (с центром в Аллах-Юнь) и Усть-Майский районы.
В 1972—1992 годах центром района был посёлок Солнечный.

## Население
| 1970   | 1979    | 1989    | 2002    | 2006    | 2009  | 2010  | 2011  | 2012  |
| ------ | ------- | ------- | ------- | ------- | ----- | ----- | ----- | ----- |
| 16 641 | ↗17 099 | ↗20 337 | ↘11 568 | ↘10 600 | ↘9500 | ↘8629 | ↘8554 | ↘8232 |
| 2013   | 2014    | 2015    | 2016    | 2017    | 2018  | 2019  | 2020  | 2021  |
| ↘7893  | ↘7720   | ↘7638   | ↘7349   | ↘7294   | ↗7466 | ↘7362 | ↗7476 | ↘7446 |
| 2022   | 2023    |         |         |         |       |       |       |       |
| ↘7269  | ↘7159   |         |         |         |       |       |       |       |

### Урбанизация
В городских условиях (пгт Звёздочка, Солнечный, Усть-Мая, Эльдикан и Югорёнок) проживают 67,66 % населения района.

### Национальный состав
Основная часть населения — русские (64,2 %). Здесь также живут: саха (7,1 %), эвены (0,2 %), эвенки (9,3 %), и другие национальности (19,2 %).

## Муниципально-территориальное устройство
Усть-Майский улус (район), в рамках организации местного самоуправления, включает 10 муниципальных образований, в том числе 5 городских поселений и 5 сельских поселений (наслегов), а также 1 межселенную территорию без статуса муниципального образования:
| №         | Муниципальное образование           | Административный центр | Количество населённых пунктов | Население (чел.) | Площадь (км²) |
| --------- | ----------------------------------- | ---------------------- | ----------------------------- | ---------------- | ------------- |
| 1         | посёлок Звёздочка                   | пгт Звёздочка          | 1                             | ↘268             | 2210,10       |
| 2         | посёлок Солнечный                   | пгт Солнечный          | 2                             | ↘700             | 4669,16       |
| 3         | посёлок Усть-Мая                    | пгт Усть-Мая           | 2                             | ↘2539            | 17 593,32     |
| 4         | посёлок Эльдикан                    | пгт Эльдикан           | 2                             | ↘1035            | 4962,63       |
| 5         | посёлок Югорёнок                    | пгт Югорёнок           | 1                             | ↗325             | 2644,18       |
| 6         | Кюпский национальный наслег         | село Кюпцы             | 2                             | ↘415             | 17 993,85     |
| 7         | Петропавловский национальный наслег | село Петропавловск     | 2                             | ↘939             | 5170,98       |
| 8         | Эжанский национальный наслег        | село Эжанцы            | 1                             | ↗305             | 4457,26       |
| 9         | село Белькачи                       | село Белькачи          | 1                             | ↘171             | 3156,73       |
| 10        | село Усть-Миль                      | село Усть-Миль         | 1                             | ↘190             | 9914,53       |
| 10.000001 | межселенная территория              | пгт Аллах-Юнь          | 1                             | ↗35              |               |

### Населённые пункты
В Усть-Майском улусе 16 населённых пунктов.
| №  | Населённый пункт | Тип  | Население | Муниципальное образование           |
| -- | ---------------- | ---- | --------- | ----------------------------------- |
| 1  | 8-й км           | село | →0        | посёлок Эльдикан                    |
| 2  | Аллах-Юнь        | пгт  | ↗35       | межселенная территория              |
| 3  | Белькачи         | село | ↘171      | село Белькачи                       |
| 4  | Звёздочка        | пгт  | ↘268      | посёлок Звёздочка                   |
| 5  | Кюпцы            | село | ↗502      | Кюпский национальный наслег         |
| 6  | Петропавловск    | село | ↗933      | Петропавловский национальный наслег |
| 7  | Солнечный        | пгт  | ↘700      | посёлок Солнечный                   |
| 8  | Троицк           | село | ↘74       | Петропавловский национальный наслег |
| 9  | Тумул            | село | ↘56       | Кюпский национальный наслег         |
| 10 | Усть-Мая         | пгт  | ↘2516     | посёлок Усть-Мая                    |
| 11 | Усть-Миль        | село | ↘190      | село Усть-Миль                      |
| 12 | Усть-Ыныкчан     | село | →0        | посёлок Солнечный                   |
| 13 | Усть-Юдома       | село | ↘23       | посёлок Усть-Мая                    |
| 14 | Эжанцы           | село | ↗305      | Эжанский национальный наслег        |
| 15 | Эльдикан         | пгт  | ↘1035     | посёлок Эльдикан                    |
| 16 | Югорёнок         | пгт  | ↗325      | посёлок Югорёнок                    |

Упразднённые населённые пункты:
- 2001 год — сельских населённые пункты Акра (на территории посёлка Эльдикан) и Юр (на территории посёлка Югарёнок)[28]

- 2008 год — посёлки Бриндакит, Ыныкчан.

## Экономика
Ведущее место в экономике занимает промышленность — добыча золота, лесозаготовки, предприятия по ремонту горной и дорожной техники, местной промышленности, производство стройматериалов.
Сельское хозяйство имеет подсобное значение. Развито молочно-мясное скотоводство, возделываются картофель, овощи, ведётся пушной промысел. Земли сельскохозяйственного назначения составляют 28,1 тыс. га. В улусе имеются совхозы, ассоциации крестьянских хозяйств, крестьянские хозяйства, в том числе одно общинно-родовое.